# 이시다 겐타
이시다 겐타(일본어: 石田 健大, 1993년 3월 1일 ~ )는 일본의 프로 야구 선수이며, 현재 센트럴 리그인 요코하마 DeNA 베이스타스의 소속 선수(투수)이다. 히로시마현 히로시마시 미나미구 출신이다.

## 인물

### 프로 입단 전
초등학교 시절에는 소프트볼, 히로시마 시립 니호 중학교에서는 경식 야구를 시작했다. 히로시마 공업고등학교 1학년 때는 벤치에 들어갔고 3학년 봄에 열린 히로시마현 대회 2차전에서 노히트 노런을 달성했지만 왼쪽 어깨 부상도 일으킨 적이 있었다. 프로 야구 지망계를 일본 학생 야구 협회에 제출하지 않고 호세이 대학에 진학했다.
호세이 대학에서는 1학년 가을부터 도쿄 6대학 야구 리그전에 등판했고 2학년 여름에는 대학 3학년 이하로 구성된 야구 일본 대표팀 후보로 선출됐다. 도쿄 야쿠르트 스왈로스(2군)와의 평가전에서는 선발 투수로 기용돼 3이닝을 무실점으로 틀어막았고 2학년 가을에는 3승을 따내며 팀의 리그 우승에 기여했을 뿐만 아니라 이후에 진출한 제43회 메이지 진구 야구 대회에서는 구원 투수로서 팀을 15년 만의 결승 진출로 이끌었다. 3학년 봄에는 게이오기주쿠 대학과의 리그전에서 15개의 탈삼진과 완봉 승리를 기록했다. 3학년 여름에 있은 제39회 미일 대학 야구 선수권 대회 일본 대표팀의 일원으로서 2경기에 구원으로 등판했다. 4학년 때부터 왼쪽 어깨 부상이 악화됐고 그 해에는 1승 6패, 평균 자책점 4.12의 성적으로 끝났다. 리그 통산 45경기에 등판하여 19승(8완투 3완봉) 16패, 평균 자책점 2.85의 성적을 남겼다.
2014년 프로 야구 드래프트 회의에서 요코하마 DeNA 베이스타스로부터 2순위 지명을 받았고 계약금 7,500만 엔과 연봉 1,200만 엔(금액은 추정치)이라는 조건으로 입단, 등번호는 14번으로 결정됐다.

### 프로 입단 후

#### 2015년
왼쪽 어깨 통증의 영향으로 시즌 개막 준비에는 늦어졌지만 7월 14일 요미우리 자이언츠전(요코하마 스타디움)에 선발 투수로서 1군 무대에 데뷔했다. 8월 6일 주니치 드래건스전(나고야 돔)에서 8이닝 1실점 9탈삼진이라는 성적으로 프로 데뷔 첫 승을 기록했고 8월 20일 도쿄 야쿠르트 스왈로스전(요코하마 스타디움)에서 시즌 2승째를 거뒀다. 시즌 전체적으로는 평균 자책점 2.89를 기록했지만 2승 6패에 그쳤다.

#### 2016년
정규 시즌 개막부터 1군에서의 선발 로테이션에 진입했고 5월에는 선발 등판으로 4전 전승, 26이닝 연속 무실점(통산 27이닝으로 1실점)이라는 좋은 성적을 남겼다는 점에서 센트럴 리그 투수 부문 월간 MVP에 선정되는 영예를 안았다. 더욱이 올스타전에 센트럴 리그 감독 추천 선수로서 첫 출전했는데 홈구장인 요코하마 스타디움에서 개최된 2차전(7월 17일) 선발 투수로 첫 등판을 이뤄 2이닝 무실점(피안타 1개, 탈삼진 3개)으로 호투했다. 정규 시즌에서는 25경기에 등판하는 동시에 팀내 최다인 153투구 이닝을 기록했다. 그리고 팀의 좌완 투수로서는 최고 성적에 해당되는 9승(4패), 평균 자책점 3.12의 성적을 남겨 구단 사상 최초로 클라이맥스 시리즈 진출에 기여했다. 클라이맥스 시리즈에서는 팀이 1승 1패로 맞이한 요미우리와의 퍼스트 스테이지 3차전(10월 10일, 도쿄 돔) 선발을 맡았지만 동점이던 6회초 원 아웃 상황에서 강판됐다. 이시다가 강판된 후 팀은 역전 적시타를 때려내면서 경기에 승리함과 동시에 파이널 스테이지에 진출했다. 히로시마 도요 카프와의 파이널 스테이지에서는 팀이 4차전에서 탈락했기 때문에 등판 기회가 없었다. 시즌 종료 후 11월에 개최된 ‘사무라이 재팬 - 야구 네덜란드 대표, 야구 멕시코 대표 평가전’에서 일본 대표팀에 처음으로 발탁됐다. 최종 등판에 해당되는 네덜란드 대표팀과의 2차전(11월 13일)에 선발 투수로서 대표팀에 데뷔했지만 3이닝 동안 4실점을 내줬다. 계약 갱신 직후에는 연봉 1억 엔 선수가 되겠다는 목표로 삼았다.

#### 2017년
팀 동료인 야마사키 야스아키와 함께 제4회 월드 베이스볼 클래식 일본 대표팀 예비 등록 명단에 올랐지만 본선 출전은 무산됐다. 스프링 캠프 전인 1월 9일에는 알렉스 라미레스 감독으로부터 정규 시즌 개막전 선발 투수로 첫 지명됐다. 3월 31일 야쿠르트와의 개막전(메이지 진구 야구장)에서 선발 등판했지만 6이닝 3실점을 비롯한 8개의 피안타를 기록하여 패전 투수가 됐다. 4월 22일 주니치전(요코하마 스타디움)에서는 타자로서 팀의 득점으로 연결되는 안타를 2개 때려내는 등 투타에 걸친 활약으로 시즌 첫 승을 거두었다. 하지만 이 경기 후부터 ‘야구 인생에서 처음’이라는 왼쪽 팔꿈치에 이상을 호소하여 4월 26일부터 센트럴·퍼시픽 교류전 종반인 6월 중순까지 전력 이탈을 피할 수 없게 됐다. 9월 23일 주니치전(나고야 돔)에서는 3개의 볼넷으로 주자를 내보내면서도 6회말 종료 때까지 95개의 공을 던져 무피안타 무득점을 기록했다. 9이닝 완투로 노히트 노런 달성 가능성도 있었지만 클라이맥스 시리즈 진출을 향한 요미우리와 일진일퇴의 경쟁을 벌이고 있던 당시 구단의 사정으로 12점이나 앞선 7회초 2사 만루 상황에서 맞이한 타석에서 대타를 내주고 강판됐다. 정규 시즌에서는 18경기에 등판하여 6승 6패를 기록했다. 팀의 2년 연속 정규 시즌 3위로 올라선 포스트 시즌에서는 히로시마와의 클라이맥스 시리즈 파이널 스테이지(마쓰다 스타디움)에서 1차전(10월 18일)과 5차전(10월 23일) 선발을 맡았다. 1차전에서는 4회말 종료 때까지 히로시마 타선을 무안타로 막아냈지만 0대 0이던 5회말 2사 만루 상황에서 3점을 내줘 5회말 종료 후의 강우 콜드게임 선언에 의해서 클라이맥스 시리즈 첫 패전 투수가 됐다. 5차전에서는 1회말에 2점을 내줬고 2회말에는 미시마 가즈키와 교체됐다. 그 후 팀은 승리하면서 19년 만에 일본 시리즈 진출을 결정지었다. 후쿠오카 소프트뱅크 호크스와의 일본 시리즈에서는 11월 1일에 열린 4차전(요코하마 스타디움)에 등판했지만 4점을 내주는 등의 부진을 겪었고 5회초 도중에 강판됐다. 자신이 강판된 후 팀이 역전승을 거둔 바람에 승패는 연결되지 않았다.

#### 2018년
작년에 이어 야쿠르트와의 개막전에서 선발로 나섰지만 팀의 실책도 있어 5이닝 5실점(2자책점)으로 2년 연속 패전 투수가 되는 불명예를 안았다. 이후에도 컨디션이 회복되지 않아 6월까지 선발로 11경기에 등판하여 1승 5패, 평균 자책점 4.75라는 부진한 성적을 남겼다. 하지만 ‘우승하기 위해 꼭 필요하다’는 라미레스 감독으로부터의 평가받은 것을 계기로 7월부터는 중간 계투로 배치 전환했다. 최종적으로 23경기 등판(15경기 선발)하여 3승 7패, 평균 자책점 4.97에 그쳤지만 중간 계투로 전향 후에는 쇼트 릴리프 위주로 기용하면서 2승 1패로 만회하는 모습을 보였다. 시즌 종료 후에는 일반인 여성과 결혼했다.

#### 2019년
선수회장으로 취임하여 춘계 스프링 캠프에서는 선발 요원으로 조정했다. 시범 경기에서도 두 경기에 등판했지만 이후엔 왼쪽 팔꿈치에 부상당하는 바람에 그 영향으로 정규 시즌 개막에 늦어졌다. 1군의 구원진이 개막 이후부터 극도로 부진한 점을 배경으로 왼쪽 팔꿈치 부상이 치유된 4월부터는 중간 계투 요원으로서의 조정을 재개했다. 5월 1일에는 1군에 복귀하면서도 전반기에는 중간 계투로 등판이 계속됐다. 후반기부터는 선발 요원으로 복귀하자마자 처음 등판한 7월 20일 주니치전(요코하마 스타디움)에서 약 1년 만의 선발 승리를 기록했다. 같은 달 27일 나고야돔에서 열린 주니치전에서도 선발로 나서며 마쓰자카 다이스케로부터 2타석 연속 적시타로 4타점을 올렸고 5이닝 무실점 호투로 시즌 2승째를 거뒀다. NPB의 1군 공식전에서 일본인 투수가 선발 등판 경기에서 4타점을 올린 사례는 2010년에 와쿠이 히데아키(당시 사이타마 세이부 라이온스 소속)가 요코하마 스타디움에서 열린 교류전에서 DeNA의 전신인 요코하마 베이스타스를 상대로 기록한 이후 9년 만이었다.

#### 2020년
중간 계투를 소화해 나가며 8월 21일 주니치전(나고야 돔)에서 자책점을 내줄 때까지 21경기 연속으로 무자책점의 투구를 보였다. 시즌 성적은 개인 최다 기록인 50경기에 등판해 1승 4패, 평균 자책점 2.53으로 시즌을 마쳤다. 또 26홀드포인트는 리그 5위이자 팀내 1위였다.

#### 2021년
작년과 마찬가지로 셋업맨 역할이 기대됐지만 개막 이후부터 4경기 연속 실점을 내주는 등의 부진을 보였다. 그 후에는 팀이 뒤지고 있는 상황에서 중심을 맡았으나 31경기에서 평균 자책점 5.51이라는 회복되지 않은 모습을 보여 6월 21일에 2군으로 내려갔다. 후반기에는 선발로 복귀하면서 9월 30일 야쿠르트전(요코하마 스타디움)에서는 약 2년 만의 선발 등판을 이뤘지만 4회에 니시우라 나오미치로부터 3점 홈런을 맞은 것을 비롯해 4이닝 84구 3실점으로 패전 투수가 됐다. 이후에는 1군 등판 없이 시즌을 마쳤고 11월 18일의 계약 갱신에서는 2,050만 엔이 삭감된 연봉 6,490만 엔(추정치)으로 서명했다.

#### 2022년
춘계 스프링 캠프부터 선발로 돌아서며 개막 로테이션에 진입했다. 3월 30일 주니치전(반테린 돔 나고야)에서 시즌 첫 선발 등판하여 7이닝 동안 2실점으로 막아내 956일 만에 선발승을 올렸다. 이 선발승을 계기로 순조롭게 출발했지만 4월 7일 팀내 코로나19 감염이 확산되면서 밀접 접촉자로 분류돼 등록이 말소됐다. 그 후 4월 16일에 자신도 양성 판정을 받아 전력에서 이탈했다. 요양과 조정을 거쳐 1군에 복귀한 6월 5일 라쿠텐전(요코하마 스타디움)에서 선발 등판했다. 9월 29일 주니치전(요코하마 스타디움)에서 7이닝 2피안타 1실점의 호투로 2016년 이래 시즌 7승째를 올렸다. 선발로 재전향한 1년차에는 15경기에 등판하여 팀내 3위인 7승을 거두며 2위 달성에 기여했다. 이 해에는 한신 타이거스와 상대할 때 강인한 모습을 보이면서 3승을 거뒀고, 팀으로서는 9년 만의 한신과의 상대 전적에서 앞서는 데 기여했다. 재계약 협상에서 구단은 3년 계약을 제시했지만 자신은 단년 계약을 선택해 15경기 등판에 그친 것을 고려하여 290만 엔이 삭감된 6,200만 엔으로 재계약을 맺었다.

## 플레이 스타일
대학 시절에 직구 최고 속도는 150km/h였고 변화구는 슬라이더, 체인지업, 커브를 던진다. 2016년부터 포크볼을 사용하기 시작했다. 이시다는 프로에 입성한 후 “중요한 것은 타자가 생각하고 있는 이상의 공을 던지는 것인데 그러한 관점에서 추구해야 할 것은 구속보다 구위이며, 얼마나 베이스 상에서 공을 움직일 수 있는지 관건이다”라고 생각하게 됐음을 말했다. 또한 2016년 시즌에 있어서의 ‘땅볼/뜬공 비율’이 ‘0.70’(규정 투구 이닝 도달자 중에서는 리그에서 가장 뜬공형 타구의 비중이 컸다)인 이른바 ‘플라이볼 투수’이다.
DeNA 입단 2년째(2016년)에 감독으로 취임한 알렉스 라미레스는 이시다를 선발로 내세운 그해 공식전에서 투구 수가 85 ~ 100개 안팎에 이르기 전까지 이시다를 교체할 방침을 취했다. “젊은 투수는 (한 경기당 투구를)어느 정도 제한하는 것이 장래와 연결된다”라는 지론에 따른 것으로 이시다가 선발로 어느 정도 호투하고 있어도 8회 마운드에 내보내지 않았다. 이시다는 이 방침에 의해서 팀내 좌완 투수 중에서는 유일하게 시즌을 통해 1군 선발진의 일원으로 활약했다. 라미레스 감독으로부터 “시즌을 통해 팀에서 가장 안정된 투수”라는 평가를 받을 만한 좋은 성적을 남겼고 2017년 개막전 선발 투수로 지명됐을 때 이시다가 1군 투수진의 에이스인 것을 밝혔다. 이시다에 따르면 자신과 같은 좌완 투수인 이마나가 쇼타와 이시다보다 연상인 포수 도바시라 야스타카가 2016년에 입단한 것이 큰 힘이 됐다고 한다. 또 2018년부터는 자신을 비롯한 이마나가, 하마구치 하루히로 등 선발로서의 컨디션이 안정되지 않을 수도 있어서 이들과 중간 계투를 맡는 경우도 있다.

## 상세 정보

### 출신 학교
- 히로시마 현립 히로시마 공업고등학교
- 호세이 대학

### 선수 경력
- 요코하마 DeNA 베이스타스(2015년 ~ )

### 수상·타이틀 경력
- 월간 MVP : 1회(2016년 5월) ※투수 부문

### 개인 기록

#### 투수 기록
- 첫 등판·첫 선발 : 2015년 7월 14일, 대 요미우리 자이언츠 12차전(요코하마 스타디움), 4이닝 3실점에서 승패는 연결되지 않음
- 첫 탈삼진 : 2015년 7월 22일, 대 도쿄 야쿠르트 스왈로스 18차전(요코하마 스타디움), 1회초에 가와바타 신고로부터 헛스윙 삼진
- 첫 승리 : 2015년 8월 6일, 대 주니치 드래건스 16차전(나고야 돔), 8이닝 1실점 9탈삼진
- 첫 홀드 : 2019년 5월 3일, 대 한신 타이거스 7차전(한신 고시엔 구장), 7회말에 3번째 투수로서 구원 등판, 1이닝 무실점

#### 타자 기록
- 첫 타석 : 2015년 7월 14일, 대 요미우리 자이언츠 12차전(요코하마 스타디움), 2회말에 스기우치 도시야로부터 좌익 뜬공
- 첫 안타 : 2015년 8월 27일, 대 주니치 드래건스 20차전(요코하마 스타디움), 3회말에 오노 유다이로부터 3루 내야 안타
- 첫 타점 : 2016년 4월 26일, 대 주니치 드래건스 4차전(요코하마 스타디움), 4회말에 조단 노베르토로부터 투수로의 적시 내야 안타

#### 기타
- 한 이닝 4탈삼진 : 2016년 7월 29일, 대 히로시마 도요 카프 15차전(MAZDA Zoom-Zoom 스타디움 히로시마), 7회말에 헥터 루나·아라이 다카히로(낫아웃)·시모즈루 고·이소무라 요시타카로부터 ※역대 20번째(센트럴 리그 12번째, 동일 2명은 사상 최초)
- 개막전 선발 투수 : 2회(2017년, 2018년)
- 올스타전 출장 : 1회(2016년)

### 등번호
- 14(2015년 ~ )

### 연도별 투수 성적
| 연 도      | 소 속      | 등 판 | 선 발 | 완 투 | 완 봉 | 무 4 구 | 승 리 | 패 전 | 세 이 브 | 홀 드 | 승 률 | 타 자 | 이 닝 | 피 안 타 | 피 홈 런 | 볼 넷 | 고 4 | 몸 맞 | 탈 삼 진 | 폭 투 | 보 크 | 실 점 | 자 책 점 | 평 자 책 | W H I P |
| ---------- | ---------- | ----- | ----- | ----- | ----- | ------- | ----- | ----- | -------- | ----- | ----- | ----- | ----- | -------- | -------- | ----- | ---- | ----- | -------- | ----- | ----- | ----- | -------- | -------- | ------- |
| 2015년     | DeNA       | 12    | 11    | 0     | 0     | 0       | 2     | 6     | 0        | 0     | .250  | 300   | 71.2  | 67       | 6        | 26    | 0    | 1     | 58       | 3     | 0     | 23    | 23       | 2.89     | 1.30    |
| 2016년     | DeNA       | 25    | 25    | 0     | 0     | 0       | 9     | 4     | 0        | 0     | .692  | 608   | 153.0 | 128      | 21       | 36    | 1    | 1     | 132      | 5     | 1     | 53    | 53       | 3.12     | 1.07    |
| 2017년     | DeNA       | 18    | 18    | 0     | 0     | 0       | 6     | 6     | 0        | 0     | .500  | 436   | 106.0 | 90       | 10       | 34    | 0    | 0     | 103      | 6     | 0     | 43    | 40       | 3.40     | 1.17    |
| 2018년     | DeNA       | 23    | 15    | 0     | 0     | 0       | 3     | 7     | 0        | 0     | .300  | 408   | 92.1  | 95       | 16       | 34    | 4    | 5     | 87       | 2     | 0     | 62    | 51       | 4.97     | 1.40    |
| 2019년     | DeNA       | 40    | 7     | 0     | 0     | 0       | 4     | 1     | 0        | 10    | .800  | 285   | 71.1  | 59       | 7        | 21    | 4    | 0     | 78       | 2     | 0     | 19    | 17       | 2.14     | 1.12    |
| 2020년     | DeNA       | 50    | 0     | 0     | 0     | 0       | 1     | 4     | 0        | 25    | .200  | 176   | 42.2  | 32       | 1        | 14    | 5    | 1     | 46       | 3     | 0     | 15    | 12       | 2.53     | 1.08    |
| 2021년     | DeNA       | 33    | 1     | 0     | 0     | 0       | 1     | 2     | 0        | 2     | .333  | 168   | 37.2  | 44       | 4        | 18    | 1    | 2     | 39       | 1     | 0     | 24    | 24       | 5.73     | 1.65    |
| 2022년     | DeNA       | 15    | 15    | 0     | 0     | 0       | 7     | 4     | 0        | 0     | .636  | 337   | 82.1  | 67       | 8        | 26    | 3    | 1     | 68       | 3     | 0     | 30    | 27       | 2.95     | 1.13    |
| 통산 : 8년 | 통산 : 8년 | 216   | 92    | 0     | 0     | 0       | 33    | 34    | 0        | 37    | .493  | 2718  | 657.0 | 582      | 73       | 209   | 18   | 11    | 611      | 25    | 1     | 269   | 247      | 3.38     | 1.20    |

- 2022년 시즌 종료 기준

### 연도별 수비 성적
| 연도 | 소속 | 투수  | 투수  | 투수  | 투수  | 투수  | 투수     |
| 연도 | 소속 | 경 기 | 척 살 | 보 살 | 실 책 | 병 살 | 수 비 율 |
| ---- | ---- | ----- | ----- | ----- | ----- | ----- | -------- |
| 2015 | DeNA | 12    | 1     | 7     | 0     | 0     | 1.000    |
| 2016 | DeNA | 25    | 11    | 27    | 0     | 3     | 1.000    |
| 2017 | DeNA | 18    | 4     | 13    | 1     | 2     | .944     |
| 2018 | DeNA | 23    | 4     | 17    | 0     | 2     | 1.000    |
| 2019 | DeNA | 40    | 3     | 12    | 1     | 2     | .938     |
| 2020 | DeNA | 50    | 0     | 9     | 0     | 0     | 1.000    |
| 2021 | DeNA | 33    | 4     | 11    | 0     | 0     | 1.000    |
| 2022 | DeNA | 15    | 5     | 18    | 1     | 0     | .958     |
| 통산 | 통산 | 216   | 32    | 114   | 3     | 9     | .980     |

- 2022년 시즌 종료 기준

### 주해
1. ↑  ‘뜬공에 대한 땅볼 비율’을 나타내는 지표이며 즉, ‘투수가 땅볼 타입인지 뜬공 타입인지를 대략적으로 판단하는 지표’이다. 수치가 ‘1’을 웃돈다고 ‘땅볼형 타구가 많은’것이다. 그래서 ‘0.70’이란 ‘뜬공형 타구의 비중이 너무 많아야 한다’는 계산이 나온다.

### 출전
1. ↑  “DeNA - 契約更改 - プロ野球”. 닛칸 스포츠. 2022년 12월 12일. 2022년 12월 12일에 확인함.
2. ↑  “杉内マネた石田にプロ熱視線／東京6大学”. 닛칸 스포츠. 2012년 4월 18일. 2021년 8월 8일에 확인함.
3. ↑  “2014年プロ野球ドラフト”. スポニチ Sponichi Annex. 2014년 10월 26일에 원본 문서에서 보존된 문서. 2021년 8월 8일에 확인함.
4. ↑  “杉内マネた石田にプロ熱視線／東京６大学”. 닛칸 스포츠. 2012년 4월 18일. 2016년 11월 9일에 확인함.
5. ↑  “ルーキー～飛躍誓う8選手～〈3〉石田健大”. 《カナロコ》 (가나가와 신문). 2015년 1월 25일. 2016년 6월 7일에 원본 문서에서 보존된 문서. 2016년 6월 14일에 확인함.
6. ↑  “苦戦続く法大出身者の希望　DeNAの2年目左腕・石田健大”. BASEBALL KING. 2016년 5월 22일. 2016년 11월 9일에 확인함.
7. ↑  “DeNAドラフト2位　法大・石田が仮契約”. 《데일리 스포츠》. 2014년 11월 11일. 2015년 1월 8일에 확인함.
8. ↑  “DeNA石田5月4勝、月間MVPだ!27回1失点”. 《닛칸 스포츠》 (닛칸 스포츠 신문사). 2016년 5월 26일. 2016년 6월 14일에 확인함.
9. ↑  “DeNA石田、月間MVP初受賞「すごくうれしい」”. 《닛칸 스포츠》 (닛칸 스포츠 신문사). 2016년 6월 7일. 2016년 6월 14일에 확인함.
10. ↑  “ＤｅＮＡ石田　大谷を見逃し三振斬り　代役出場も堂々の２回０封”. 스포츠 닛폰. 2016년 7월 17일. 2016년 12월 27일에 확인함.
11. ↑  “石田、6回途中3失点「投げきりたかった」”. 《닛칸 스포츠》 (닛칸 스포츠 신문사). 2016년 10월 10일. 2016년 10월 15일에 확인함.
12. ↑  “11月に東京ドームで開催する侍ジャパン強化試合に出場する選手28名が決定”. 野球日本代表 侍ジャパン オフィシャルサイト. 2016년 10월 18일. 2017년 4월 23일에 확인함.
13. ↑  “侍ジャパン強化試合 オランダ 対 日本 第2戦 打席結果・投打成績”. 野球日本代表 侍ジャパン オフィシャルサイト. 2016년 11월 13일. 2017년 4월 23일에 확인함.
14. ↑  “DeNA石田3000万増も満足せず「億を稼ぐ」”. 《닛칸 스포츠》 (닛칸 스포츠 신문사). 2016년 12월 8일. 2017년 4월 23일에 확인함.
15. ↑  “DeNA開幕投手は石田!ラミレス監督が指名「エースとして」”. 《Sponichi Annex》 (스포츠 닛폰). 2017년 1월 9일. 2017년 4월 23일에 확인함.
16. ↑  “石田　苦い初開幕「チームを勢いづけられなかった…」”. 《Sponichi Annex》 (스포츠 닛폰). 2017년 4월 1일. 2017년 4월 23일에 확인함.
17. ↑  “石田は今季初白星「チームも3連勝　僕も乗っていけるように」”. 《Sponichi Annex》 (스포츠 닛폰). 2017년 4월 1일. 2017년 4월 23일에 확인함.
18. ↑  “DeNA石田「初めての感覚」左肘違和感で登録抹消”. 《닛칸 스포츠》 (닛칸 스포츠 신문사). 2017년 4월 26일. 2017년 4월 27일에 확인함.
19. ↑  “DeNA石田 故障明けも5回3安打1失点の好投　勝ち星は付かず”. 《데일리 스포츠 온라인》 (데일리 스포츠). 2017년 6월 13일. 2017년 6월 21일에 확인함.
20. ↑  “DeNA石田、圧巻の6回ノーヒットピッチングも…代打送られ95球で降板”. 《Full-Count》. 2017년 9월 23일. 2017년 11월 6일에 확인함.
21. ↑  “DeNA・石田、四回までは無安打 悪天候気にせず力投も無情の幕切れ ...”. 《SANSPO.COM》 (산케이 스포츠). 2017년 10월 18일. 2017년 11월 7일에 원본 문서에서 보존된 문서. 2017년 11월 6일에 확인함.
22. ↑  “DeNA先発・石田1回2失点で降板…ラミレス監督早い決断”. 데일리 스포츠. 2017년 10월 24일. 2017년 11월 6일에 확인함.
23. ↑  “DeNA石田4失点「大声援に応えられなかった」”. 《닛칸 스포츠》 (닛칸 스포츠 신문사). 2017년 11월 1일. 2017년 11월 6일에 확인함.
24. ↑  編集部, ABEMA TIMES. “守備の名手・横浜DeNA初ゴロでまさかのエラー 新人工芝が影響か | 野球”. 《ABEMA TIMES》. 2022년 7월 24일에 확인함.
25. ↑  “DeNA・石田健大投手　巻き返しの足がかり／あの悔しさを胸に”. 《週刊ベースボールONLINE》 (週刊ベースボール). 2018년 10월 20일. 2019년 7월 28일에 확인함.
26. ↑  “【DeNA】石田健大が同学年一般女性と結婚「今以上にやらないと」”. 스포츠 호치. 2018년 12월 17일. 2019년 7월 28일에 확인함.
27. ↑  “DeNA・石田健大　復権を期す新選手会長／リーダーの決意”. 《週刊ベースボールONLINE》 (週刊ベースボール). 2019년 2월 25일. 2019년 7월 28일에 확인함.
28. ↑  “DeNAの元開幕投手が中継ぎに。石田健大が語る“やりがい”と”先発”。”. 《Number Web》 (분게이슌주). 2019년 5월 25일. 2019년 7월 28일에 확인함.
29. ↑  “DeNA石田463日ぶり先発白星…いつもと違う”. 《닛칸 스포츠》 (닛칸 스포츠 신문사). 2019년 7월 20일. 2019년 7월 28일에 확인함.
30. ↑  “DeNA石田2適時打　日本人投手4打点は9年ぶり”. 《닛칸 스포츠》 (닛칸 스포츠 신문사). 2019년 7월 27일. 2019년 7월 28일에 확인함.
31. ↑  “ＤｅＮＡ石田22戦ぶり自責点もラミレス監督かばう”. 닛칸 스포츠. 2020년 8월 21일. 2021년 10월 3일에 확인함.
32. ↑  “復調待たれるベイスターズ石田、５試合目で初の無失点 ４月７日・中日戦”. 《カナロコ by 神奈川新聞》. 2022년 2월 20일에 확인함.
33. ↑  “ＤｅＮＡ・石田が登録抹消 三浦監督「調子を上げてもらう」先発再転向は否定”. 《サンスポ》. 2022년 2월 20일에 확인함.
34. ↑  “ＤｅＮＡ・石田が２年ぶり先発も４回５安打３失点で白星ならず「少し緊張はありました」 – 東京スポーツ新聞社”. 《東スポＷeb》. 2022년 2월 20일에 확인함.
35. ↑  “ＤｅＮＡ石田健大が2050万円減の6490万円「ふがいないシーズン」”. 《nikkansports.com》. 2022년 2월 20일에 확인함.
36. ↑  “【DeNA】先発転向の石田健大が大胆に攻める投球誓う「やってきたことをぶつけます」”. 《닛칸 스포츠》. 2022년 3월 30일. 2022년 5월 16일에 확인함.
37. ↑  “【DeNA】石田健大956日ぶりの先発勝利「久々にこの勝った時の雰囲気を味わえた」”. 《닛칸 스포츠》. 2022년 3월 31일. 2022년 5월 16일에 확인함.
38. ↑  “牧が、浜口が…DeNA主力直撃、集団感染　7日阪神戦急きょ中止、8日中日戦は開催可否協議へ”. 《스포니치아넥스》. 2022년 4월 8일. 2022년 5월 16일에 확인함.
39. ↑  “DeNA石田、コロナから復帰　1軍復帰へ調整”. 《니혼케이자이 신문》. 2022년 4월 24일. 2022년 5월 16일에 확인함.
40. ↑  “ＤｅＮＡ・石田健大がコロナから復帰先発　５日の楽天戦「やることをやってやり返す」”. 《산스포》. 2022년 6월 4일. 2022년 9월 30일에 확인함.
41. ↑  “ＤｅＮＡ石田６年ぶり７勝目　ＣＳ先発視野「この調子で」”. 《カナロコ》. 2022년 9월 30일. 2022년 9월 30일에 확인함.
42. ↑  “ＤｅＮＡ石田、阪神戦に無類の強さ　３勝、防御率１．１１”. 《カナロコ》. 2022년 9월 10일. 2022년 11월 10일에 확인함.
43. ↑  “ＤｅＮＡ破竹の８連勝　難敵・阪神に１４年ぶり５連勝‼　９年ぶりシーズン勝ち越し決定”. 《산스포》. 2022년 8월 24일. 2022년 11월 10일에 확인함.
44. ↑  “【ＤｅＮＡ】石田健大が２９０万円減の６２００万円でサイン「頑張る理由付けで」複数年提示も単年選択”. 스포츠 호치. 2022년 12월 12일. 2022년 12월 12일에 확인함.
45. ↑  https://www.sponichi.co.jp/baseball/news/2014/10/23/kiji/K20141023009148800.html
46. ↑  “広島、ドラ１候補は地元出身！法大・石田＆早大・有原に熱視線”. 스포니치 Sponichi Annex. 2013년 11월 7일. 2015년 11월 28일에 확인함.
47. ↑  “ＤｅＮＡ・石田、昨季早くも上回る３勝目「自信持って投げられた」”. 산케이 스포츠. 2016년 5월 12일. 2016년 6월 19일에 확인함.
48. 1 2  “DeNA石田『CSは出ないといけないもの』。今季成長株がたどり着いた新スタイル【2016年ブレイク選手】”. 베이스볼 채널. 2017년 2월 7일에 확인함.
49. ↑  《베이스볼 타임스》 vol.29(2016년 겨울호), p.94쪽
50. ↑  “DeNAを初CSへ導いたラミレス監督　選手起用で見られた計画性とデータの重視”. Sportsnavi. 2016년 9월 20일. 2016년 10월 5일에 확인함.